# Symeon (metropolita kijowski)
Symeon, niekiedy: Szymon (zm. 1488) – metropolita kijowski w latach 1480–1488.

## Życiorys
Wybrany na metropolitę kijowskiego przez sobór biskupów działających w Rzeczypospolitej po śmierci Mizaela. Jego elekcję potwierdził patriarcha konstantynopolitański Maksym. Nastąpiło to w 1480. Po wyborze Symeona biskupi moskiewscy ostatecznie zrezygnowali z posługiwania się tytułem metropolitów kijowskich, zaś zwierzchnicy metropolii kijowskiej przyjęli tytuł metropolitów kijowskich i halickich.
Symeon sprawował urząd do śmierci w 1488.